# Augochlora jamaicana
Augochlora jamaicana là một loài Hymenoptera trong họ Halictidae. Loài này được Cockerell mô tả khoa học năm 1909.